# Korpohuminit
Korpohuminit – ten macerał z podgrupy humokolinitu ma charakterystyczną morfologie, jest kulisty, duże zróżnicowanie wielkości, może być owalny lub owalny i silnie wydłużony. Często w silnie wydłużonych odmianach można zobaczyć wgłębienia. Jest gładki, jednorodny, może występować w komórkach tekstynitu; może w nim występować jako jedno duże ziarno lub nawet kilka. Współwystępuje także z atrynitem i densynitem. Charakteryzuje się także jaśniejszą od pozostałych macerałów barwą.